# Piotr Świerczewski
Piotr Jarosław Świerczewski (nacido el 8 de abril de 1972 en Nowy Sącz) en un exfutbolista polaco, jugaba como centrocampista. Su último equipo fue ŁKS Łódź. Durante su carrera ganó 4 Copas de Polonia (1991, 1993, 2004 y 2007), 2 Supercopas, 2 Copas de la Liga y el segundo puesto en los Juegos Olímpicos de Barcelona.

## Clubes
| Club                             | País       | Año       | PJ  | Goles |
| -------------------------------- | ---------- | --------- | --- | ----- |
| GKS Katowice                     | Polonia    | 1989-1993 | 100 | 4     |
| AS Saint-Étienne                 | Francia    | 1993-1995 | 61  | 2     |
| SC Bastia                        | Francia    | 1995-1999 | 119 | 8     |
| Gamba Osaka                      | Japón      | 1999      | 15  | 3     |
| SC Bastia                        | Francia    | 1999-2001 | 62  | 4     |
| Olympique de Marsella            | Francia    | 2001-2003 | 36  | 1     |
| Birmingham City                  | Inglaterra | 2003      | 1   | 0     |
| Lech Poznań                      | Polonia    | 2003-2004 | 19  | 0     |
| KS Cracovia                      | Polonia    | 2004-2005 | 0   | 0     |
| Lech Poznań                      | Polonia    | 2005-2006 | 39  | 4     |
| Dyskobolia Grodzisk Wielkopolski | Polonia    | 2006-2007 | 26  | 1     |
| Korona Kielce                    | Polonia    | 2007-2008 | 9   | 0     |
| Dyskobolia Grodzisk Wielkopolski | Polonia    | 2008      | 11  | 1     |
| Polonia Varsovia                 | Polonia    | 2008-2009 | 3   | 0     |
| ŁKS Łódź                         | Polonia    | 2009      | 8   | 2     |
| Zagłębie Lubin                   | Polonia    | 2009-2010 | 13  | 0     |
| ŁKS Łódź                         | Polonia    | 2010      | 14  | 0     |

## Selección nacional
Świerczewski jugó su primer partido en la selección polaca el 26 de noviembre de 1992 (Argentina - Polonia 2:0 en Buenos Aires). En total ha jugado 70 partidos (también en el Mundial de 2002) y anotó un gol.

## Principales éxitos
GKS Katowice
- Copa de Polonia (2): 1990/91, 1992/93

- Supercopa polaca de fútbol (1): 1991

 Sporting Club de Bastia:
- Copa Intertoto de la UEFA (1): 1997

 Lech Poznań
- Copa de Polonia (1): 2004

- Supercopa polaca de fútbol (1): 2004

 Dyskobolia Grodzisk Wielkopolski
- Copa de Polonia (1): 2007
- Copa de la liga de Polonia (2): 2007, 2008

## Participaciones internacionales
| Evento                            | Sede      | Resultado |
| --------------------------------- | --------- | --------- |
| Torneo Olímpico de Fútbol de 1992 | Barcelona | Plata     |

## Participaciones en Copas del Mundo
| Mundial                        | Sede                  | Resultado    |
| ------------------------------ | --------------------- | ------------ |
| Copa Mundial de Fútbol de 2002 | Corea del Sur y Japón | Primera fase |